# Hertta Kuusinen
Hertta Elina Kuusinen, née le 14 février 1904 à Luhanka et morte le 18 mars 1974 à Moscou, est une femme politique communiste finlandaise.
Elle est membre du comité central (1944-1971) et du bureau politique du Parti communiste de Finlande ; députée au parlement de Finlande, l'Eduskunta (1945-1972). En 1948, Hertta Kuusinen devient la deuxième femme ministre dans l'histoire de la Finlande.

## Biographie
Hertta Kuusinen est la fille de Saima Pauliina Dahlström et de l'homme politique soviétique Otto Wille Kuusinen, qui a été un dirigeant des communistes finlandais. 

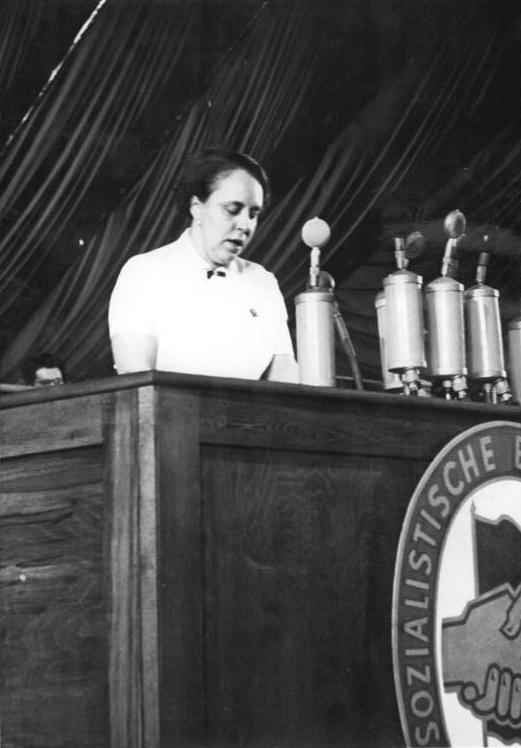
Hertta Kuusinen au 3e congrès du Parti socialiste unifié d'Allemagne (1950).

Hertta Kuusinen part en Union soviétique après son père dans les années 1920. Elle y travaille pour le Komintern à partir de 1922 ; elle est témoin de la montée d'Hitler en Allemagne en 1932-1933. Elle enseigne à l'École internationale Lénine entre 1933 et 1934. Elle retourne en Finlande en 1934 pour travailler au sein du Parti communiste finlandais, déclaré illégal. Elle est arrêtée et emprisonnée pendant plus de dix ans.
Le climat politique en Finlande change après la Seconde Guerre mondiale. Hertta Kuusinen est libérée et est élue aux élections parlementaires de 1945 sur la liste de la Ligue démocratique du peuple finlandais (SKDL). En 1948, elle est ministre sans portefeuille dans le gouvernement Pekkala, puis temporairement ministre déléguée auprès du Premier ministre. De 1952 à 1958, elle est secrétaire générale du groupe parlementaire SKDL, qui détient 50 des 200 sièges de l'assemblée.
Elle est membre du Parlement jusqu'en 1972. Entre 1969 et 1974, elle est présidente de la Fédération démocratique internationale des femmes.
Hertta Kuusinen a été mariée à Tuure Lehén (1923-1933) puis à Yrjö Leino (1945-1950), deux hommes politiques communistes.